# Črv (priimek)
Črv je priimek v Sloveniji, ki ga je po podatkih Statističnega urada Republike Slovenije na dan 1. januarja 2010 uporabljalo 156 oseb in je med vsemi priimki po pogostosti uporabe uvrščen na 2.853. mesto.

## Znani nosilci priimka
- Benjamin Črv (*1996), smučarski tekač
- Rafael Črv (*1937), ekonomist
- Vili Črv (*1999), smučarski tekač